# 서유석
서유석(1945년 1월 8일~)은 대한민국의 가수, 방송인이다.
서울에서 출생하였으며 지난날 한때 경기도 고양에서 잠시 유아기를 보낸 적이 있는 그는 1968년 언더그라운드 라이브 클럽에서 포크 팝 가수 첫 데뷔하였다.
1996년 15대 총선을 앞두고 신한국당과 국민회의가 영입경쟁을 벌였고, 정당을 선택하지 못했다. 무소속으로 출마, 낙선되었다가, 이듬해 11월 방송계를 복귀하였다.

## 학력
- 서울창천초등학교
- 서울중학교
- 서울고등학교
- 성균관대학교 경영학과 학사

## 경력
- 다물기획 대표이사 사장

## 음반
- 1969년 사랑의 노래(지명길/외국 곡) - 신세기 가 12262 - 데뷔음반
- 1970년 서유석 골든앨범 -지난여름의 왈쓰(윤용남 편곡)- 신세기 가 12309
- 1971년 아름다운사람/비야비야 - (엄진 편곡) - 유니버샬 KLS 15
- 1972년 서유석 걸작집- 담배/강/정말 몰라요(김기웅 작편곡집)- 유니버샬 KLS 42
- 1972년 맷돌 밝은노래 모음(실황음반 중)- 타박네/진주낭군 수록 - 유니버샬 KLS 47-
- 1972년 신중현 작편곡집- 선녀/ 나는너를 - 유니버샬 KLS 57
- 1973년 서유석 뉴앨범 - 아야/나의기도 - 유니버샬 KLS 73
- 1974년 서유석 GREATEST HITS- 나는너를/비야비야 - 유니버샬 KLS 98
- 1977년 《가는세월 / 아름다운 사람》 서라벌
- 1978년 영화음악 (사랑의 나그네-서유석) 서라벌
- 1978년 《미소 / 그림자》 서라벌
- 1983년 서유석 (사랑의 나그네/어허라 둥게 사랑을 주소/뚝잘라말해) 태양
- 1986년 《생각 / 타박네》 한국
- 1990년 《홀로아리랑》 제일
- 1997년 《노래로 듣는 이야기들》
- 2004년 《I Want To See My Mother》 복각
- 2005년 《서유석 걸작집 : 담배 / 강(江) / 정말 몰라요》 복각

## 방송

### TV 프로그램
- 《스튜디오 88》(문화방송)

### 라디오 프로그램
- 《명랑교차로》(동아방송)
- 《밤을 잊은 그대에게》(TBC, 1974년~1975년)
- 《정오의 희망곡》(MBC FM, 1977년~하차 시기 미상)
- 《푸른신호등》(MBC 표준FM, 1981년~1995년)
- 《출발 서울대행진》(교통방송)
- 《TBS 대행진》(교통방송)

## CF 광고
- 1990년~1995년 금호타이어
  - 금호타이어 기업광고
  - 금호타이어 파워레이서
  - 금호타이어 파워레이서2
  - 금호타이어 아이젠
  - 금호타이어 항공기타이어

## 역대 선거 결과
| 실시년도 | 선거   | 대수 | 직책     | 선거구             | 정당   | 득표수   | 득표율          | 순위 | 당락 | 비고 |
| -------- | ------ | ---- | -------- | ------------------ | ------ | -------- | --------------- | ---- | ---- | ---- |
| 1996년   | 총선   | 15대 | 국회의원 | 경기 고양시 일산구 | 무소속 | 15,840표 | \| \| 11.21% \| | 4위  | 낙선 |      |
|          | 11.21% |      |          |                    |        |          |                 |      |      |      |

## 수상 경력
- 서울교통문화상(2000년)
- 국민훈장 목련장(2002년)

## 저서
- 《청개구리들이여 다시 날자구나》(미디어집, 2004년) ISBN 8995470534